# Слава Огризовић
Слава Огризовић Врињанин (Зворник, 15. септембар 1907 — Загреб, 18. октобар 1976) била је новинарка, књижевница, учесница Народноослободилачке борбе и друштвено-политичка радница СФР Југославије и СР Хрватске.

## Биографија
Рођена је 15. септембра 1907. године у Зворнику. Мајка јој је била удовица чиновника, која се бринула за своје десетеро деце. Завршила је гимназију у Загребу. Школовала се зарађујући, али је морала да прекине студије на Филозофском факултету због тешког материјалног стања. 
Испрва се запослила као чиновница у банци, а затим је радила у приватним предузећима и фабрикама. Ускоро се прикључила радничком покрету, те организовала и учествовала у штрајковима. Била је чланица СБОТИЧ-а, Удружења универзитетски образованих жена, Друштва хрватских књижевника и председница Друштва за просвету жене. Била је активна и у другим организацијама које су биле под утицајем илегалне Комунистичке партије Југославије.
Године 1936, удала се за професора математике, Богдана Огризовића, који је још од студентских дана био повезан с револуционарним покретом. Године 1940, Слава је постала чланица КПЈ. 
Након окупације Југославије 1941, наставила је с илегалним радом у окупираном Загребу. Супруга су јој, 2. јула 1943, ухапсили усташе због сарадње са НОП-ом. Наредних месеци је организовала више покушаја бега за њега и интервенисала код утицајних личности у Загребу, али безуспешно. Отишла је у партизане јануара 1944, након што је Богдан обешен у загребачкој Дубрави 20. децембра 1943. године. Још за време рата почела је да сакупља и обрађује градиво о ослободилачком покрету у Загребу.
Након рата, неко је време радила у АФЖ-у, а затим је била начелница Министарства за социјално збрињавање, секретарица Југословенске књиге у Београду, директорка филијале Народне банке, уредница Радио Загреба за емисије посвећене НОБ-у, чланица Пленума Социјалистичког савеза радног народа Хрватске и остало.
Умрла је 18. октобра 1976. године у Загребу.
Носилац је Партизанске споменице 1941. и осталих југословенских одликовања.

## Публицистика
Слава Огризовић је своју прву књигу, „Рација“, објавила 1951. године. После тога је била уредница многих збирки текстова и ауторка још неколико књига. Последњу књигу коју је уређивала, „Загреб се бори“, након њене смрти завршила је њезина кћи, Вишња Огризовић.
Дела:
- „Рација: записи из Народноослободилачке борбе“. Загреб 1951.
- „Људи и догађаји који се не заборављају“ (шест томова). Загреб, 1953–1956.
- „Народни херој Јосип Краш“. Загреб, 1955.
- „Били смо јачи“. Загреб, 1958.
- „Били смо партизани“. Загреб, 1960.
- „Одмазда“. Београд, 1961.
- „Загреб се бори“. Загреб, 1977.